# مترو إزمير
مترو أزمير هو نظام مترو أنفاق تحت الأرض يخدم مدينة أزمير في تركيا.
يضم سبعة عشر محطة على خط واحد طوله 20 كم، ودخل على  الخط ثلاث محطات Üçyol-Bornova ، المرحلة الأولى من النظام بدأت الخدمة في 22 مايو عام 2000. وتم الانتهاء من التوسع الأخير على الخط في 27 يوليو 2014 في عام 2018 ، تم نقل 120 مليون مسافر عبر هذا المترو.

## نظرة عامة
بحلول عام 1990، كان يعتقد أن نظام النقل العام الحالي في إزمير لم يعد بإمكانه تحمّل عدد السكان. تم التفكير في خطة لبناء شبكة نقل سريع عن طريق السكك الحديدية للتعامل مع هذا الأمر.
وتم توقيع العقد في عام 1993، وتم التسليم في عام 1994. وقد بدأ البناء في عام 1995 واكتمل بنجاح في حوالي 4 سنوات.
في مايو 2000، دخل النظام في الخدمة العامة. حتى تلك اللحظة، كانت التكلفة الإجمالية للنظام 600 مليون دولار أمريكي. كان Yapı Merkezi المقاول الرئيسي لجميع أعمال التصميم والأعمال المدنية (الأنفاق والجسور والجسور والمحطات والمسارات والبنية التحتية والمستودعات وورش العمل) وكذلك نظام الطاقة للسكك الحديدية الثالثة.
كان AdTranz مسؤولاً عن الدارجة وأنظمة الإشارات وإمدادات الطاقة والاتصالات.
تم شراء ABB Traction بعد ذلك من قبل Daimler وأصبحت AdTranz فقط ليتم شراؤها لاحقًا بواسطة Bombardier.
تم تصميم عربة إزمير للسكك الحديدية الخفيفة (LRV) خصيصًا لـ LRTS. يبلغ ارتفاعه 3760 مم (من رأس السكة)، بعرض 2650 مم، وطول 23,500 مم (فوق المقرنات) بسرعة قصوى تبلغ 80 كم / ساعة. أقصى تسارع هو 1.0 م / ث بسعة جلوس 44 وسعة دائمة 140.
جميع سيارات LRV ذاتية التشغيل ويتم التحكم في أنظمة القيادة والكبح (مع حماية انزلاق العجلات) عن طريق كمبيوتر على متن الطائرة. يتكون القطار من سيارتين إلى خمس مركبات مع كابينة السائق في كل طرف.
LRV عبارة عن وحدة مفصلية سداسية المحاور مع ثلاثة عربات. ويتم تشغيل العربات الأولى والأخيرة بينما تكون الهياكل المفصلية زائدة.
ويعتمد نظام الطاقة المساعدة على محول عاكس ثابت، يتم توفيره من سكة ثالثة 750 فولت تيار مستمر وتزويد 3 مراحل × 400 فولت تيار متردد بتردد 50 هرتز للضاغط، والمراوح، والمصابيح، وشحن البطارية، وما إلى ذلك. يوفر نظام البطارية 24 فولت تيار مستمر الكمبيوتر الموجود على متن الطائرة بالإضافة إلى أنظمة السلامة الأخرى مثل التحكم التلقائي في القطار (ATC) وراديو القطارات وشاشات الركاب وأضواء الطوارئ وما إلى ذلك. تحظى جوانب سلامة النفق بأولوية قصوى.
الأجرة الأساسية على المترو هي 2.86 ليرة تركية للركاب البالغين و 1.65 ليرة تركية لركاب الطلاب إذا تم استخدام بطاقة إزمير كارت. بحلول نهاية عام 2011 ، لن يقبل المترو أو أي نظام نقل آخر في المدينة النقد، أو jeton ، (الرمز المميز) الذي يتم جلبه نقدًا ويستخدم لتمرير حواجز التذاكر في المحطات.
ينقل المترو حوالي 30 مليون مسافر / سنويًا وحتى نهاية سبتمبر 2005 ، سافر 160 مليون مسافر منذ افتتاحه في مايو 2000.

## وصلات خارجية
- İzmir Metro – official website باللغة التركية
- İzmir at UrbanRail.net